# Officine di Costamasnaga
Le Officine di Costamasnaga sono state un'importante impresa di costruzioni meccaniche e ferroviarie; nel corso del tempo hanno cambiato ragione sociale in Costameccanica, Costarail e infine RSI Italia.

## Storia
La società venne fondata nel 1916 come società nominale e prese il nome "Costamasnaga" dal paese in cui si trovava la sede: Costa Masnaga.
La produzione fu inizialmente orientata alle forniture belliche essendo in corso la prima guerra mondiale; il fatto era favorito dalla localizzazione delle officine di produzione lungo la ferrovia.
Alla fine del conflitto, dal 1919, la produzione venne convertita in quella di carri ferroviari merci.
Nel 1926 l'azienda cambiò la sua forma giuridica di società nominale in società per azioni assumendo il nome più noto di Officine di Costamasnaga continuando la produzione di materiale ferroviario e tranviario.
A partire dal 1942 le Officine di Costamasnaga estesero la propria produzione alla meccanica e alle infrastrutture metalliche come gli impianti di sollevamento e trasporto di grande potenza e di liquidi e gas compressi incorporando la "IAT" di Milano, una società specializzata nella realizzazione di gru, di impianti di movimentazione e di trasporto.
Il boom automobilistico degli anni sessanta suggerì alla società L'Ausiliare di Milano, allora importante detentore di ferrocisterne, di investire nel settore del trasporto auto: vennero dunque commissionati alle officine di Costamasnaga 150 carri a due piani, a tre assi, per il trasporto delle autovetture Fiat destinate ai mercati esteri. Ulteriori 100 carri vennero ordinati nel 1963, metà dei quali destinati all'Ausiliare, gli altri alle consociate svizzera ETRA (Eisenbahn Transportmittel AG) e tedesca EVA (Eisenbahn Verkehrstmittel AG).
Nel 1969 venne incorporata anche la Cortassa S.p.A. società di progettazione e produzione di organi di trasmissione, di riduttori per applicazioni industriali, di moltiplicatori per centrali idroelettriche, di ruote dentate, giunti e martinetti di sollevamento.
La meccanica acquistava visibilità e autonomia divenendo una divisione separata dall'attività ferroviaria tanto che il 1º gennaio 1998 l'attività meccanica e ferroviaria fu scorporata in società autonoma dando vita alle due società, Costameccanica S.p.A. e Costaferroviaria S.p.A.. Ma nonostante le previsioni ottimistiche all'inizio degli anni 2000 tutto il gruppo entrò in grave crisi finanziaria sfociando alla fine nel blocco delle attività nel mese di aprile del 2002.
La fase di stallo venne superata con il subentro della Badoni inizialmente, dal mese di aprile 2003, con l'affitto della "Costameccanica" e con l'acquisizione della stessa due anni dopo, il 6 aprile 2005 trasformandola poi in una divisione di Badoni s.r.l. ma mantenendone il marchio "Costameccanica".
L'altra branca, la "Costaferroviaria", ribattezzata CostaRail e acquisita da RSI Italia, pur attraversando un periodo difficile, mutata la propria ragione sociale in Rail Service International Italia, il 26 gennaio 2010 si aggiudicava la commessa per la costruzione di 10 nuovi treni diesel-elettrici della Ferrovia Circumetnea di Catania con l'impegno a consegnare entro 24 mesi il primo lotto di rotabili già finanziato.
Anche in conseguenza della revoca dei contratti da parte di Trenitalia (concernenti produzione e manutenzione delle carrozze letto) la crisi dell'azienda si aggravava e il 12 novembre 2010 la Rail Service International S.p.a. presentava al Ministero del Lavoro "istanza finalizzata alla concessione del trattamento straordinario di integrazione salariale, per la causale di crisi aziendale, per il periodo dal 1º novembre 2010 al 31 ottobre 2011" per 151 lavoratori dell'impianto di produzione di Costamasnaga.
Il 28 dicembre 2011 il Comune di Costa Masnaga presentava istanza di fallimento nei confronti della "Rail Service International Italia Spa", già destinataria a novembre di un atto di ingiunzione fiscale per mancato pagamento di 74.507,16 euro relativi alle imposte Ici, Tarsu e utenze idriche dal 2008 al 2011.